# Par (golf)
Pour les articles homonymes, voir Par.

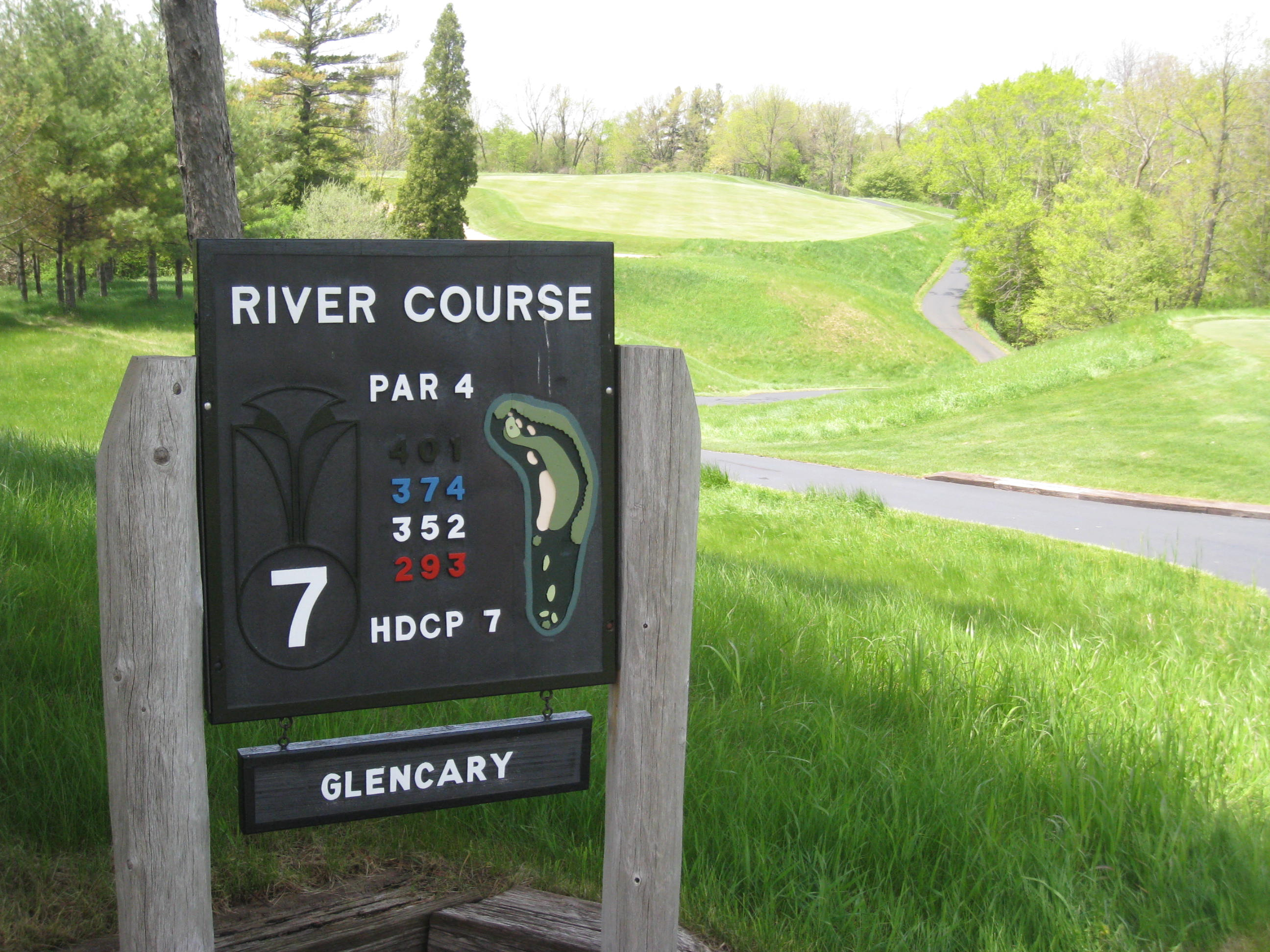
Un panneau sur un parcours au Wisconsin indiquant que le septième trou joué est un par quatre.

Au golf, le par (appelé normale au Canada) est le nombre prédéterminé de coups qu'un golfeur compétent (avec un handicap) devrait réaliser pour terminer un trou, un tour (la somme des pars des trous joués sur le parcours) ou un tournoi (la somme des pars de chaque tour),.
Les trous se voient généralement attribuer des valeurs nominales comprises entre trois et cinq. Un parcours de golf typique de 18 trous aura un total d'environ 72, avec généralement quatre par 3, dix par 4 et quatre par 5,.

## Détermination du par
Le par est principalement déterminé par la longueur de jeu de chaque trou depuis le tee de départ jusqu'au green. Les trous se voient généralement attribuer des valeurs nominales comprises entre trois et cinq, ce qui correspond à un nombre de coups pour atteindre le green en fonction de la distance moyenne qu'un golfeur compétent prend en frappant la balle, auquel s'ajoutent deux putts. À l'occasion, des facteurs autres que la distance sont pris en compte lors de la définition du par d'un trou, comme l'altitude, le terrain ou les obstacles qui peuvent faire qu'un trou puisse être plus long ou plus court que sa distance mesurée. C'est notamment le cas si le parcours est considérablement en montée ou en descente, ou nécessite un coup supplémentaire pour éviter un plan d'eau.

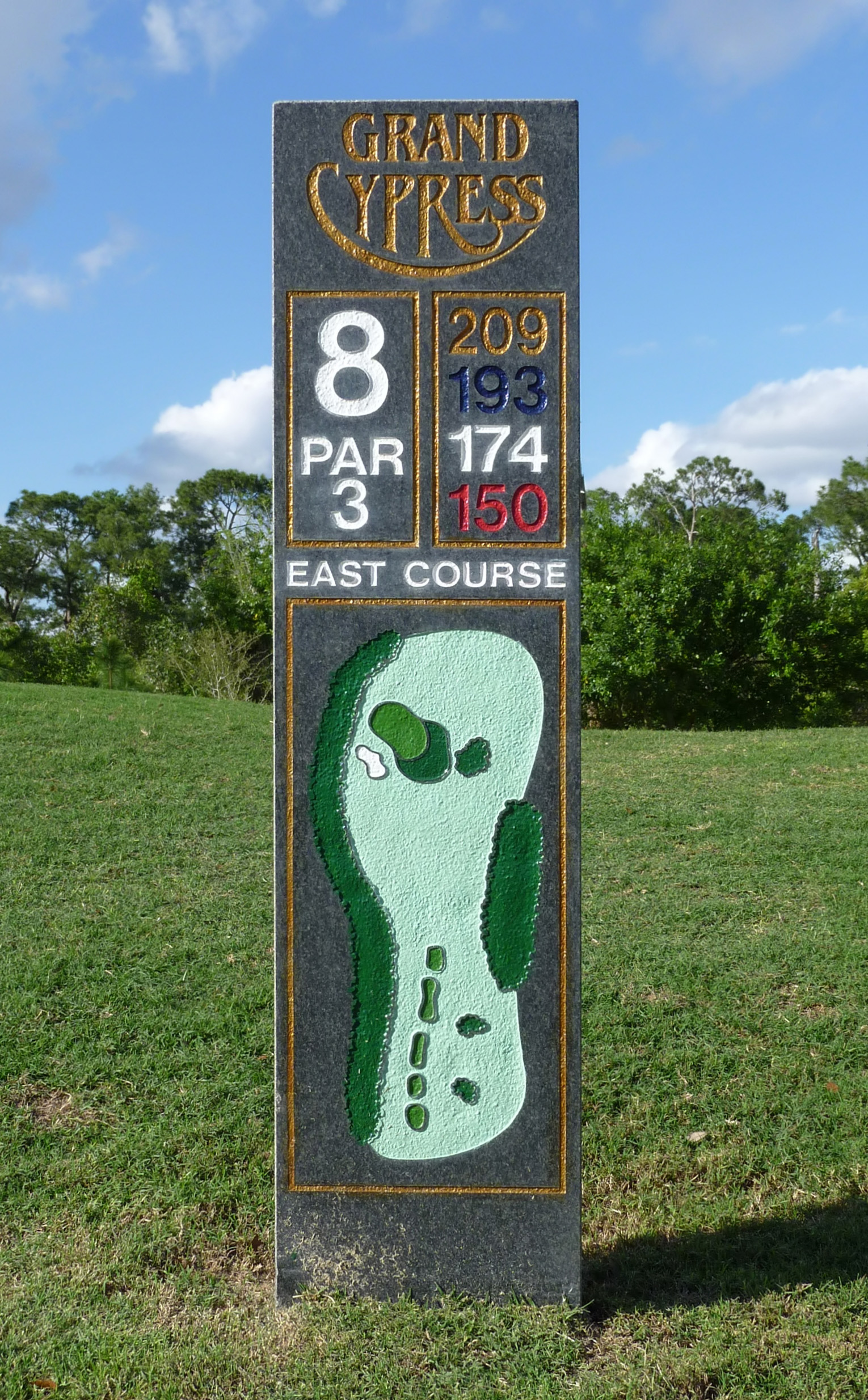
Plaque indiquant un trou de par trois ainsi que les distances (en yards) en fonction du point de départ choisi.

En général, les trous avec un par 3 ont une longueur inférieure à 260 yards (240 m) du tee au green, les trous de par 4 ont une longueur comprise entre 240 et 490 yards (220 à 450 m), les trous par 5 une longueur entre 450 et 710 yards (410 à 650 m), et les trous de par 6 une longueur supérieure à 670 yards (610 m). Les pars peuvent aussi être adaptés pour les femmes, avec des distances réduites. Ces limites sont à l'inverse généralement augmentées pour les joueurs de tournois d'élite, qui rencontreront souvent des trous en par 4 de 500 yards (460 m) ou plus ; c'est souvent le résultat d'un trou normal par 5 classé comme un par 4 pour eux. Certains terrains de golf comportent des trous avec un par 7, mais ceux-ci ne sont pas reconnus par la United States Golf Association.

## Résultats des parcours et des tournois
Le score d'un golfeur est comparé au score normal, donné par la somme des pars de tous les trous. Si un parcours a un par de 72 et qu'un golfeur prend 75 coups pour terminer le parcours, le score rapporté est de +3, ou "trois au-dessus du par". Si un golfeur prend 70 coups, le score rapporté est -2, ou "deux sous le par".
Les scores des tournois sont rapportés en totalisant les scores par rapport au par à chaque tour (il y a généralement quatre tours dans les tournois professionnels, 
répartis sur quatre journées). Si chacun des quatre tours a un par de 72, le par du tournoi serait de 288. Par exemple, un golfeur pourrait enregistrer un 70 au premier tour, un 72 au deuxième tour, un 73 au troisième tour et un 69 au quatrième tour. Cela donnerait un score de tournoi de 284, soit de "quatre sous le par".

## Scores des trous
Les scores de chaque trou sont rapportés de la même manière que les scores de parcours sont donnés. Des noms sont généralement donnés aux scores sur les trous par rapport au par.

### Tableau récapitulatif
| Sur le tableau des scores | Nom                        | Définition                   |
| ------------------------- | -------------------------- | ---------------------------- |
| -4                        | Condor (ou triple-eagle)   | Quatre coups sous le par     |
| -3                        | Albatros (ou double-eagle) | Trois coups sous le par      |
| -2                        | Eagle                      | Deux coups sous le par       |
| -1                        | Birdie                     | Un coup sous le par          |
| 0                         | Par                        | Nombre de coups égal au par  |
| +1                        | Bogey                      | Un coup au-dessus du par     |
| +2                        | Double bogey               | Deux coups au-dessus du par  |
| +3                        | Triple bogey               | Trois coups au-dessus du par |

### Par
Un score de trou égal au par du trou est simplement appelé un par. Il est estimé que le terme provient de la bourse, où ce terme est aussi utilisé pour décrire la valeur attendue des actions ou des options. La transition vers le golf est faite par l'écrivain AH Doleman avant l'Open britanniques hommes à Prestwick en 1870, lorsqu'il rapporte ce qui avait été décrit par David Strath et James Anderson comme le score résultant d'un "jeu parfait".

### Bogey
Un score d'un coup supérieur au par (+1) pour un trou est appelé bogey, par exemple 4 coups pour terminer un trou de par 3 ou 6 coups sur un trou de par 5.
La signification originale de bogey dans le golf est le nombre de coups qu'un bon golfeur devrait effectuer à chaque trou, et a été utilisée pour la première fois au Great Yarmouth Golf Club en Angleterre vers 1890, sur la base de l'expression "bogey man" (en français : croque-mitaine) et d'une chanson de music-hall populaire "Here Comes the Bogey Man". Les joueurs affrontent le colonel Bogey, un joueur imaginaire, qui a marqué un nombre prédéterminé de coups sur chaque trou. Le vainqueur de la compétition est le joueur qui a le meilleur score en match play contre le colonel Bogey. Le terme est apparu en version imprimée dans le numéro du 28 novembre 1891 de The Field, relatif aux compétitions organisées au United Services Golf Club, à Gosport. Le terme donne le titre à un air de marche britannique de 1914, "Colonel Bogey March". Au fur et à mesure que le golf devient plus standardisé aux États-Unis, les scores de par diminuent et les golfeurs récréatifs se retrouvent à marquer au-dessus du par, le bogey changeant de sens pour désigner un coup au-dessus du par.
Les scores dépassant un coup de plus que la normale pour un trou sont appelés double bogey (deux coups de plus que la normale, +2), triple bogey (trois coups de plus que la normale, +3), etc. Pour les scores de trous plus élevés, il est plus courant qu'ils soient désignés par le nombre de coups, ou de coups par rapport au par, plutôt que par un "n bogey".
Il est considéré comme un exploit de terminer un tour sans bogey. Terminer quatre tours sans bogey dans un tournoi professionnel est rare. Les exemples sont Lee Trevino à l  Open du Grand New Orleans en 1974, David J. Russell à l'Open V33 de Lyon 1992, Jesper Parnevik au Volvo Scandinavian Masters 1995, Manuel Piñero au GIN Monte Carlo Invitational 2002, Diana Luna à l'Open d'Allemagne féminin UniCredit 2011, et Jonas Blixt et Cameron Smith au 2017 Zurich Classic of New Orleans (un événement par équipe). Tous ont remporté le tournoi en question sauf Piñero, qui a terminé troisième.

### Birdie
Un score de trou d'un coup de moins que le par est connu comme un birdie, par exemple 2 coups pour terminer un trou de par 3 ou encore 4 coups sur un trou de par 5. Cette expression est inventée en 1899, au Atlantic City Country Club à Northfield, dans le New Jersey. Selon la légende, un jour de 1899, trois golfeurs, George Crump (qui a ensuite construit le Pine Valley Golf Club), William Poultney Smith (membre fondateur de Pine Valley), et son frère Ab Smith, jouent ensemble lorsque Crump frappe son deuxième coup à quelques centimètres seulement du trou sur un par 4 et après que son premier coup ait frappé un oiseau en vol. Simultanément, les frères Smith s'exclament que le tir de Crump est "un petit oiseau" (en anglais : a birdie). Le putt court de Crump lui permet d'obtenir un score de -1 sur le par, et à partir de ce jour, les trois golfeurs décident de qualifier un tel score de "birdie". En peu de temps, tous les membres du club commencent à utiliser le terme. L'Atlantic City Country Club étant une station balnéaire avec de nombreux visiteurs, l'expression se répand ensuite dans le pays entier, puis dans le monde.
Le terme d'eagle, correspondant à deux coups sous le par, dérive directement de cette expression. Il a lui-même été étendu en albatros (trois coups sous le par) puis condor (quatre coups sous le par). Ce dernier est extrêmement rare, seuls six cas étant attestés depuis 1962 et aucun durant une compétition.